# Thomas Gnielka
Thomas Gnielka (geboren 17. Dezember 1928 in Berlin; gestorben 7. Januar 1965 in Herold) war ein deutscher Journalist, dessen Recherchen u. a. die Auschwitzprozesse in den 1960er Jahren in Deutschland initiierten.

## Leben
Thomas Gnielka wuchs in Berlin auf. Im Zweiten Weltkrieg wurde er als Luftwaffenhelfer dienstverpflichtet und wurde mit Schulkameraden des Spandauer Kant-Gymnasiums auch in der Region Auschwitz eingesetzt, wo ihnen ausgemergelte KZ-Häftlinge begegneten, die zur Zwangsarbeit in Außenkommandos eingesetzt waren.
Gnielka war nach dem Krieg zunächst Volontär beim Spandauer Volksblatt und ging dann nach München, wo er 1948 Ingeborg Euler traf. Er vertonte ihre Texte, mit denen sie unter seiner Klavierbegleitung als Nachwuchskabarettistin im Münchner Kabarett-Theater „Simpl“ auftrat. 1949 heirateten sie und bekamen zwischen 1950 und 1962 fünf Kinder. Die auf sieben Personen angewachsene Familie wohnte ab 1963 in der „Dillenberger Mühle“ in der Gemeinde Herold.
Euler wurde 1949, Gnielka im Mai 1952 zum Treffen der Gruppe 47 eingeladen. Er las aus seinem Roman Geschichte einer Klasse. Dieser handelt von einer Schülergruppe, die am Ende des Krieges als Flakhelfer direkt neben dem Konzentrationslager Auschwitz eingesetzt wurde.
Gnielka arbeitete als Journalist beim Wiesbadener Kurier und wechselte im Februar 1957 als Lokalredakteur für die Region Wiesbaden zur Frankfurter Rundschau (FR).
Nachdem er in der FR einen Bericht über die Zustände im Wiesbadener Versorgungsamt veröffentlicht hatte, deren Mitarbeiter die Entschädigungsanträge von Holocaustüberlebenden nur widerwillig bearbeiteten und sich zudem als alte Nazis zu erkennen gaben, bat ihn der ehemalige KZ-Häftling Emil Wulkan aus dem Konzentrationslager Auschwitz um Hilfe bei seinem Wiedergutmachungsantrag. Dieser gab ihm bei der Gelegenheit Teile einer von ihm bei Kriegsende aus den Trümmern des SS- und Polizeigerichts XV. Breslau aufgelesenen Akte, in der es um die bürokratische Abwicklung von 1942 „auf der Flucht erschossenen“ KZ-Häftlingen ging. Gnielka schickte die acht Blätter, die vom Lagerkommandanten Rudolf Höß unterzeichnet waren, am Folgetag, dem 15. Januar 1959, an den hessischen Generalstaatsanwalt Fritz Bauer, dem daraufhin vom Bundesgerichtshof die Ermittlungen für Straftaten im Konzentrationslager Auschwitz übertragen wurden, was überhaupt erst die Einleitung des Frankfurter Auschwitzprozesses möglich machte.
Gnielka gehörte bis September 1960 der Redaktion der FR an, er arbeitete danach freischaffend für die FR und schrieb für die Metallzeitung der IG Metall, die Illustrierte Quick und die Zeitung Weltbild. Als politischer Korrespondent befasste er sich vornehmlich mit der personellen Kontinuität des Nationalsozialismus in den Verbänden, Parteien und Behörden der Bundesrepublik Deutschland. Gnielka betrieb Investigativjournalismus und machte sich auf die Suche nach dem verschwundenen KZ-Kommandanten Richard Baer. Nachdem er in Hamburg Baers Schwägerin ausfindig gemacht hatte, äußerte er in einer Reportage in einer deutschen Illustrierten den Verdacht, dass Baer irgendwo unter einem falschen Namen das Leben eines Biedermanns führe. Baer wurde kurz nach der Veröffentlichung in Sachsenwald festgenommen. Vor und während des Auschwitz-Prozesses, der am 20. Dezember 1963 begonnen hatte, quartierte Gnielka in seiner Mühle in Herold Prozesszeugen ein.
Die Urteilsverkündung des ersten Prozesses am 19. August 1965 erlebte er nicht mehr. Er war seit 1963 an Hautkrebs erkrankt und verstarb 1965. Die Trauerrede in Herold hielt Heinrich Böll. Gnielka war auch mit dem Maler Otto Ritschl befreundet. „Rebell gegen die Trägheit“ stand über dem Nachruf in der FR vom 8. Januar 1965.

## Film
Die Vorgeschichte des Auschwitz-Prozesses wurde 2013 im Film Im Labyrinth des Schweigens von Giulio Ricciarelli verfilmt. Die Rolle des Thomas Gnielka übernahm der Schauspieler André Szymanski.

## Schriften (Auswahl)
- Kerstin Gnielka, Werner Renz (Hrsg.): Als Kindersoldat in Auschwitz. Die Geschichte einer Klasse. Romanfragment und Dokumentation. Mit einem Nachwort von Norbert Frei. Europäische Verlagsanstalt Hamburg 2014.
- Falschspiel mit der Vergangenheit. Rechtsradikale Organisationen in unserer Zeit. Verlag der Frankfurter Rundschau, Frankfurt am Main, 1960
- Thomas Gnielka: Der SS-Staat in Person. Interview mit Fritz Bauer, in: Weltbild, 13. Januar 1961, S. 2–4